# Powszechny Zakład Ubezpieczeń na Życie
Powszechny Zakład Ubezpieczeń na Życie Spółka Akcyjna (PZU Życie SA) – spółka utworzona w 1991 z siedzibą w Warszawie. Założycielami zakładu byli: Państwowy Zakład Ubezpieczeń (obecnie Powszechny Zakład Ubezpieczeń SA), Polski Bank Rozwoju SA oraz Bank Handlowy w Warszawie SA.
Spółka należy do Grupy Kapitałowej Powszechnego Zakładu Ubezpieczeń SA (Grupa PZU). Jednostką dominującą w Grupie PZU jest Powszechny Zakład Ubezpieczeń SA.
Siedziba spółki mieści się w biurowcu Generation Park przy rondzie Ignacego Daszyńskiego 4.

## Historia
W dniu 20 grudnia 1991 minister finansów wydał zezwolenie na prowadzenie działalności ubezpieczeniowej przez PZU Życie SA w dziale I – ubezpieczenia na życie, we wszystkich ówcześnie przewidzianych przez ustawę o działalności ubezpieczeniowej trzech grupach ubezpieczeń działu I oraz na działalność reasekuracyjną bierną i czynną.
Również 20 grudnia 1991 minister finansów zatwierdził Statut PZU Życie SA. Dnia 20 sierpnia 1996 Zakład otrzymał zezwolenie Ministra Finansów na prowadzenie działalności ubezpieczeniowej bezpośredniej i pośredniej (reasekuracyjnej) w zakresie dodatkowo wprowadzonych nowelą do ustawy – dwóch grup ubezpieczeń z działu I.
Od dnia 22 lipca 1998 zakres działalności PZU Życie został rozszerzony o prowadzenie działalności akwizycyjnej na rzecz otwartych funduszy emerytalnych.
29 października 2007 UOKiK nałożył na PZU Życie rekordową karę 50 mln PLN za nadużywanie dominującej pozycji na rynku.

## Działalność
Przedmiotem działalności PZU Życie SA jest organizowanie i prowadzenie działalności ubezpieczeniowej w zakresie:
- ubezpieczenia na życie
- ubezpieczenia posagowe, zaopatrzenia dzieci
- ubezpieczenia na życie, jeżeli są związane z funduszem inwestycyjnym
- ubezpieczenia rentowe
- ubezpieczenia wypadkowe i chorobowe, jeśli są uzupełnieniem ubezpieczeń wymienionych w grupach 1-4;
- prowadzenie działalności reasekuracyjnej biernej i czynnej oraz retrocesji; prowadzenie działalności akwizycyjnej na rzecz otwartych funduszy emerytalnych zgodnie z przepisami ustawy o organizacji i funkcjonowaniu funduszy emerytalnych.

PZU Życie jest właścicielem spółek z Grupy PZU, m.in. Towarzystwo Funduszy Inwestycyjnych PZU S.A. (100% akcji).

### Prezesi
- Eugeniusz Stroiński (1 stycznia 1992 – 28 kwietnia 1995)
- Danuta Wałcerz (28 kwietnia 1995 – 26 października 1995)
- Władysław Jamroży (26 października 1995 – 26 września 1997)
- Halina Ćwikilewicz (26 września 1997 – 15 kwietnia 1998)
- Grzegorz Wieczerzak (15 kwietnia 1998 – 28 kwietnia 2001)
- Krzysztof Mastalerz (28 kwietnia 2001 – 28 stycznia 2002)
- Ireneusz Nawrocki (28 stycznia 2002 – 1 sierpnia 2002)
- Bogdan Kasprzak (1 sierpnia 2002 – 19 kwietnia 2005)
- Jerzy Kochański (19 kwietnia 2005 – 28 lutego 2007)
- Henryka Rupik (28 lutego 2007 – 10 sierpnia 2007)
- Dariusz Krzewina (10 sierpnia 2007 – 30 września 2015)
- Witold Jaworski (30 września 2015 – 9 grudnia 2015)
- Dariusz Krzewina (9 grudnia 2015 – 23 czerwca 2016)
- Paweł Surówka (23 czerwca 2016 – 26 kwietnia 2017)
- Roman Pałac (26 kwietnia 2017 – 13 marca 2020)[2]
- Aleksandra Agatowska (19 lutego 2020 – 21 kwietnia 2024)[3]
- Jarosław Mastalerz (od 3 września 2024 do stycznia 2025); od 22 kwietnia 2024 jako p.o.)[3][4]
- Tomasz Tarkowski (od stycznia 2025 do czerwca 2025, p.o.)[5]
- Katarzyna Majewska (od czerwca 2025, p.o.)[6]